# 브라흐미 문자
브라흐미 문자(𑀩𑁆𑀭𑀸𑀳𑁆𑀫𑀻; ISO: Brāhmī; - 文字) 또는 브라미 문자(영어: Brahmi script, /ˈbrɑːmi/)는 근대 이전 브라흐미계 문자의 일종이다. 아부기다에 속하며, 남아시아, 동남아시아의 여러 문자의 시조이다.
현재까지 브라흐미 문자가 사용된 가장 오래된 기록은 인도 아쇼카 왕의 비문이다. 그러나 최근에 인도 남부와 스리랑카 등지에서 그보다 이른 시기에 브라흐미 문자의 사용례가 발견되어 최고(最古)의 기록이 언제인가는 논쟁 중이다. 브라흐미 문자 자체는 소멸되었지만, 오늘날 인도 대륙 및 동남아, 티베트 등 인도 문화가 유입된 모든 곳에 각각 다양한 개별 문자로 진화되어 막대한 영향을 미쳤다. 또한, 오늘날 국제적으로 널리 쓰이고 있는 아라비아 숫자 역시 브라흐미 문자의 숫자가 그 기원이다.

## 기원
브라흐미 문자는 대부분의 연구자들에 따르면 같은 시기 아케메네스조 페르시아의 지배하에 있던 북서인도의 일부에서 발생한 카로슈티 문자와 마찬가지로 제국에서 사용된 아람 문자와 같은 셈족의 문자에서 발생했거나 적어도 그 영향으로 만들어진 문자라고 생각되고 있다.
브라흐미 문자의 가장 오래된 기록으로는 스리랑카의 교역 도시 아누라다푸라에서 발견된 기원전 5세기 초반의 도편인 것으로 보인다.
다른 설에 의하면, 브라흐미 문자는 아마도 인더스 문자를 조상으로하여 완전히 독립적으로 발달했다. 이 설은 영국 학자인 GR Hunter와 Raymond Allchin 등이 주장하고 있다.

## 특징
브라흐미 문자는 아부기다이다.

## 사용
미해독 상태인 인더스 문자를 제외하고는 브라흐미 문자와 그 자매 카로슈티 문자가 인도에서 가장 오래된 음소 문자의 대표자이다. 카로슈티 문자는 북서 인도에서만 사용되었지만, 브라흐미 문자는 인도 아대륙 전역에서 사용되었다. 시대를 거치면서 다양한 형식과 스타일의 브라흐미 문자 계통의 문자들이 태어나 거기에서 다수의 인도 문자 체계가 파생됐다. 한편 카로슈티 문자 결국 사용되지 않게 되어, 다음 문자 체계도 낳지 않았다.

## 파생된 문자 체계
브라흐미계 문자는 남인도 그룹과 북인도 그룹으로 나뉘며, 많은 다른 아부기다에 발전했다. 브라흐미 문자는 시대를 거치면서 변형되면서 특정 문자 체계가 특정 언어에 연관 짓게 되었으며, 각 아부기다는 언어 고유의 문자 체계가 되었다.

## 유니코드
브라흐미 문자는 2010년 10월에 책정된 유니코드 스탠더드 6.0에서 U+11000부터 U+1107F의 유니코드 평면에 포함되는 영역에 다음 문자가 수록되었다.
| U+      | 0 | 1 | 2 | 3 | 4 | 5 | 6 | 7 | 8 | 9 | A | B | C | D | E | F |
| ------- | - | - | - | - | - | - | - | - | - | - | - | - | - | - | - | - |
| U+1100x | 𑀀  | 𑀁  | 𑀂  | 𑀃 | 𑀄 | 𑀅 | 𑀆 | 𑀇 | 𑀈 | 𑀉 | 𑀊 | 𑀋 | 𑀌 | 𑀍 | 𑀎 | 𑀏 |
| U+1101x | 𑀐 | 𑀑 | 𑀒 | 𑀓 | 𑀔 | 𑀕 | 𑀖 | 𑀗 | 𑀘 | 𑀙 | 𑀚 | 𑀛 | 𑀜 | 𑀝 | 𑀞 | 𑀟 |
| U+1102x | 𑀠 | 𑀡 | 𑀢 | 𑀣 | 𑀤 | 𑀥 | 𑀦 | 𑀧 | 𑀨 | 𑀩 | 𑀪 | 𑀫 | 𑀬 | 𑀭 | 𑀮 | 𑀯 |
| U+1103x | 𑀰 | 𑀱 | 𑀲 | 𑀳 | 𑀴 | 𑀵 | 𑀶 | 𑀷 | 𑀸  | 𑀹  | 𑀺  | 𑀻  | 𑀼  | 𑀽  | 𑀾  | 𑀿  |
| U+1104x | 𑁀  | 𑁁  | 𑁂  | 𑁃  | 𑁄  | 𑁅  | 𑁆  | 𑁇 | 𑁈 | 𑁉 | 𑁊 | 𑁋 | 𑁌 | 𑁍 |   |   |
| U+1105x |   |   | 𑁒 | 𑁓 | 𑁔 | 𑁕 | 𑁖 | 𑁗 | 𑁘 | 𑁙 | 𑁚 | 𑁛 | 𑁜 | 𑁝 | 𑁞 | 𑁟 |
| U+1106x | 𑁠 | 𑁡 | 𑁢 | 𑁣 | 𑁤 | 𑁥 | 𑁦 | 𑁧 | 𑁨 | 𑁩 | 𑁪 | 𑁫 | 𑁬 | 𑁭 | 𑁮 | 𑁯 |
| U+1107x |   |   |   |   |   |   |   |   |   |   |   |   |   |   |   |   |